# Loi sur la représentation séparée des électeurs (1951)
Separate Representation of Voters Amendment Act (1968)
La Loi sur la représentation séparée des électeurs (Separate Representation of Voters Act, 1951) est une loi d'apartheid de l'Union d'Afrique du sud, proposée en 1951 par le gouvernement Malan afin de retirer les électeurs coloureds de la liste électorale commune de la province du Cap pour les réinscrire sur des listes séparées où ils voteront pour des députés et sénateurs blancs. La loi, qui met fin à la franchise électorale du Cap n'est cependant mise en œuvre qu'en 1956 par le gouvernement Strijdom, après que ce dernier soit parvenu à surmonter des obstacles juridiques et constitutionnels.

## Contexte
En vertu de la constitution sud-africaine de 1910, le South Africa Act, chacune des 4 provinces dispose de sa propre législation électorale, cette dernière ne pouvant être modifiée que par un vote des deux tiers des voix des deux chambres réunies en congrès. Dans la province du Cap, une franchise électorale, basée sur l'instruction, le salaire et la propriété, permet alors aux hommes de couleurs (coloured) et aux Noirs de bénéficier du droit de vote et d'émarger sur les mêmes listes électorales que les blancs sud-africains. Ainsi, en 1910, lors de la formation de l'Union sud-africaine, 15% de l'électorat de la province du Cap est noire ou coloured tandis qu'au Natal, où n'existe alors pourtant théoriquement aucune restriction spécifique, 1% de l'électorat est issu des communautés noires ou indiennes. Au Transvaal et dans l'état libre d'Orange, seuls les blancs sont électeurs et la ségrégation est plus rigoureuse. 
En 1936, la loi sur la représentation des autochtones, votée par le parlement, retire les 11 000 électeurs noirs de la province du Cap des listes électorales communes pour les réinscrire sur des listes électorales séparées afin qu'ils puissent désigner 3 députés (blancs) et 4 sénateurs (blancs) chargés de défendre leurs intérêts au parlement, (l'un des premiers députés blancs élus pour représenter les populations noires est Margaret Ballinger). La franchise électorale du Cap demeure cependant toujours valide pour la population Coloured. 
En 1945, on dénombre 54 000 électeurs coloureds inscrits sur les registres électoraux. Or avec la mise en place de l'apartheid, à partir de 1948, leur place dans les institutions est remis en cause par le gouvernement du parti national du premier ministre Daniel François Malan (lequel a fait volte-face sur ce sujet). Pourtant, les coloureds se montrent assez apathiques pour défendre concrètement les droits civiques qui leur sont attribués et leur nombre régresse à 38 000 électeurs inscrits sur les registres électoraux en 1953.

## Adoption erratique de la loi
Dans les cercles gouvernementaux, le débat porte sur la suppression de la franchise électorale ou sur le durcissement des qualifications, une option notamment défendue par Phil Weber, le rédacteur en chef du journal pro-gouvernemental Die Burger (1945-1954), auprès des dirigeants du parti national de la province du Cap. Mais la prise du contrôle du parti national par les représentants des provinces boers scelle l'avenir de la franchise électorale. 
La loi adoptée en 1951 est cependant invalidée par la Cour chargée de faire respecter la Constitution. Entretemps, de nombreuses manifestations ont lieu dans le pays à l'initiative notamment, dans la communauté blanche, des Black Sash et du Torch commando dirigé par Louis Kane-Berman et Adolph Malan, héros de la bataille d'Angleterre. Ce mouvement reçoit l'appui financier de Harry Oppenheimer et forme un front commun avec le parti uni et le parti travailliste, lesquels risquent de perdre de nombreux suffrages, si la mesure entre en vigueur, dans plus de la moitié des 55 circonscriptions de la province du Cap.
De 1951 à 1956, le gouvernement Malan mène une véritable bataille constitutionnelle pour radier les coloureds des listes électorales communes et instituer des collèges électoraux séparés. Finalement, la question de la suprématie législative du Parlement se retrouve placée au centre des débats. La tentative de D.F. Malan de contourner la décision est également un échec. Le succès des nationalistes aux élections générales sud-africaines de 1953 ne parvient pas à lui faire acquérir la majorité nécessaire pour modifier la constitution alors qu'au sein même du parti national, plusieurs de ses membres à l'instar de Nicolaas Havenga sont réticents à modifier le droit de vote reconnu constitutionnellement aux métis et Coloureds du Cap.
C'est finalement sous le gouvernement Strijdom que les électeurs coloureds de la province du Cap sont finalement retirés à leur tour des listes électorales communes en 1956, après que le gouvernement ait pu contourner la décision de la cour en augmentant le nombre de juges de la Cour d'appel et en augmentant le nombre de sénateurs de quarante-huit à quatre-vingt-neuf. Une fois ces modifications réalisées, le gouvernement fait adopter avec succès un amendement au South Africa Act, permettant de contourner la décision de la Cour suprême et de faire valider la loi de 1951.
Inscrits sur des listes séparées, les électeurs coloureds élisent alors 4 députés blancs pour représenter leurs intérêts au parlement.

## Abrogation
La loi dans son ensemble est abrogée par un amendement du 27 mars 1968 qui introduit le Conseil représentatif des personnes coloureds, composé de 40 membres élus et de 20 membres nommés et chargé de légiférer sur les domaines spécifiques concernant la communauté coloured (en matière de finances, éducation, retraites, affaires sociales et agricole). Ces projets de lois devaient néanmoins être approuvées en amont par le ministre (blanc) des Relations avec les populations de couleur et recevoir l'approbation du Cabinet du gouvernement sud-africain. Cette loi a été abrogée en 1983 par l'article 101 de la constitution sud-africaine de 1983 qui redonnait aux électeurs coloureds la possibilité d'élire des représentants au parlement sud-africain, siégeant dans une chambre séparée (chambre des représentants).  
En 1994, le suffrage universel sans aucun critère restrictif est ainsi pour la première fois appliqué pour tous les citoyens d'Afrique du Sud permettant l'égalité totale entre tous les électeurs sud-africains, blancs, noirs, coloureds et indiens. 

## Sources